# Орден сатаны
Орден Сатаны — дебютный студийный альбом рок-группы «Коррозия Металла». Первоначальный вариант альбома был создан в 1988 году, но официальная версия была записана и выпущена только в 1991 году на фирме грамзаписи SNC Records (по аналогии со следующим альбомом группы — «Каннибал»).

## История создания
К 1988 году у группы Коррозия Металла назрела необходимость в полноценной студийной работе — до этого времени у них имелась лишь одна демозапись «Власть Зла», записанная в 1985 году и включавшая в себя 6 треков, один из которых — «Люцифер» — впоследствии войдёт на альбом «Орден Сатаны». Также, группа зарекомендовала себя как активно концертирующий коллектив — этому свидетельствуют концертный альбом «Жизнь в Октябре '87», записанный в 1987 году и официально выпущенный в 1997 году, а также — видеозаписи выступлений в ДК ЗВИ (песни «Люцифер» и «Зов теней») и Сокольниках (песня «Люцифер»), сделанные в 1987 году и попавшие в качестве бонусов на переиздание альбома «Орден Сатаны» 2008 года.
Первоначальный вариант альбом «Орден Сатаны» был записан летом 1988 года на тон-студии в Останкино. Вместо Романа Лебедева партии ритм-гитары были записаны Вадимом Михайловым — в 1988 году он являлся постоянным участником группы. Запись альбома проходила три ночи подряд и во время работы участники группы столкнулись с проблемами пожарной безопасности. После записи альбом был подпольно растиражирован в виде магнитоальбома при помощи Сергея Троицкого, так как фирма грамзаписи «Мелодия» не давала согласие на выпуск пластинки из-за вызывающих текстов.
В 1991 году группа договорилась с фирмой грамзаписи «SNC Records» о выпуске «Ордена Сатаны». В этом же году был выпущен другой альбом «Коррозии Металла» — «Каннибал», записанный, однако, в 1990 году. Так как оригинальная мастер-лента была утеряна, то альбом был перезаписан заново на студии «SNC Records», но несмотря на этот факт, в официальной дискографии группы альбом датируется 1988 годом. Первое официальное издание альбома вышло в том же 1991 году, при поддержке владельца фирмы — Стаса Намина.

## Стилистика альбома
Альбом выполнен преимущественно в жанре спид-метал («СПИД», «Wheels of Fire», «Чёрный террор», «Аббадон»). Хеви-металлические песни — «В шторме викинг и меч», «Фантом», «Люцифер». К трэш-металу можно отнести песню «Героин».

## Хронология изданий
1. 1988 год — издание первого варианта альбома на магнитной ленте; впоследствии оригинальная мастер-лента была утеряна, а оставшиеся копии считаются редкостью.
2. 1991 год — перезапись и первое официальное издание альбома; выпуск на грампластинке. Во втором куплете песни «Героин», который изначально полностью повторял первый куплет, два двустишия заменены новыми строками.
3. 1992 год — издание альбома на компакт-диске.
4. 1995 год — переиздание альбома лейблом «Moroz Records» на австрийских компакт-дисках Sony DADC Austria. Пластинка была выпущена на компакт-диске и компакт-кассете. При переиздании диск претерпел некоторые изменения, а именно:
  1. Композиция «Wheels of Fire» переименована в «Моторокер» (англоязычный вариант с магнитоальбома «President» заменён на русскоязычный с «Каннибала»).
  2. Добавлена композиция «Седьмые ворота ада», записанная в ноябре 1994 года при участии дуэта «Block Four» (Константин Смирнов и Олег Сальхов).
5. 2008 год — переиздание альбома, посвящённое двадцатилетию работы. Пластинка вышла на компакт-диске в формате диджипака. При этом переиздании диск также претерпел изменения:
  1. Сменена обложка.
  2. Добавлена инструментальная композиция «Марш Дракулы», записанная в 1991 году на фирме грамзаписи «SNC Records». Впервые выпущена в альбоме Чад кутежа или С Новым годом 2003 года.
  3. В качестве бонус-трека добавлена запись композиции «Люцифер» с оригинального магнитоальбома 1988 года.
  4. Добавлены бонус-видео выступлений в ДК ЗВИ (исполнены композиции «Люцифер» и «Зов Теней») и Сокольниках («Люцифер»), сделанные в 1987 году; также добавлена видеозапись клипа на песню «Фантом» (1990 год) и запись исполнения песни «СПИД» (1992 год).
  5. Буклет с историей создания альбома и текстами песен.

## Список композиций

### LP-издание (1991) и CD-издание (1992)
Все тексты написаны Сергеем Троицким, кроме отмеченных.
| №  | Название                | Текст песни         | Музыка                                          | Длительность |
| -- | ----------------------- | ------------------- | ----------------------------------------------- | ------------ |
| 1. | «СПИД»                  |                     | Сергей Высокосов, Троицкий                      | 4:01         |
| 2. | «Героин»                |                     | Высокосов, Александр Бондаренко, Вадим Михайлов | 4:41         |
| 3. | «В шторме викинг и меч» | Высокосов, Троицкий | Высокосов, Троицкий                             | 4:18         |
| 4. | «Wheels of Fire»        |                     | Высокосов, Троицкий                             | 3:03         |

| №  | Название        | Музыка              | Длительность |
| -- | --------------- | ------------------- | ------------ |
| 1. | «Чёрный террор» | Высокосов, Троицкий | 5:09         |
| 2. | «Фантом»        | Троицкий            | 5:50         |
| 3. | «Аббадон»       | Троицкий            | 4:57         |
| 4. | «Люцифер»       | Троицкий            | 4:34         |

### CD-издание и MC-издание (1995)
| №  | Название                                           | Текст песни                        | Музыка                          | Длительность |
| -- | -------------------------------------------------- | ---------------------------------- | ------------------------------- | ------------ |
| 1. | «СПИД»                                             |                                    | Высокосов, Троицкий             | 4:01         |
| 2. | «Героин»                                           |                                    | Высокосов, Бондаренко, Михайлов | 4:41         |
| 3. | «В шторме викинг и меч»                            | Высокосов, Троицкий                | Высокосов, Троицкий             | 4:18         |
| 4. | «Моторокер»                                        |                                    | Высокосов, Троицкий             | 3:03         |
| 5. | «Чёрный террор»                                    |                                    | Высокосов, Троицкий             | 5:09         |
| 6. | «Фантом»                                           |                                    | Троицкий                        | 5:50         |
| 7. | «Аббадон»                                          |                                    | Троицкий                        | 4:57         |
| 8. | «Люцифер»                                          |                                    | Троицкий                        | 4:34         |
| 9. | «Седьмые ворота ада (записана в ноябре 1994 года)» | Высокосов, Роман Лебедев, Троицкий | Высокосов, Лебедев, Троицкий    | 7:08         |

### CD-издание в формате диджипака (2008)
| №   | Название | Текст песни                  | Музыка                          | Длительность |
| --- | --- | ---------------------------- | ------------------------------- | ------------ |
| 1.  | «СПИД» |                              | Высокосов, Троицкий             | 4:01         |
| 2.  | «Героин» |                              | Высокосов, Бондаренко, Михайлов | 4:41         |
| 3.  | «В шторме викинг и меч»                                                                                      | Высокосов, Троицкий          | Высокосов, Троицкий             | 4:18         |
| 4.  | «Моторокер»                                                                                                  |                              | Высокосов, Троицкий             | 3:03         |
| 5.  | «Марш Дракулы (инструментальная, изначально записанная для альбома Чад кутежа, или С Новым годом 2003 года)» | —                            | Троицкий                        | 1:06         |
| 6.  | «Чёрный террор»                                                                                              |                              | Высокосов, Троицкий             | 5:09         |
| 7.  | «Фантом» |                              | Высокосов, Троицкий             | 5:50         |
| 8.  | «Аббадон» |                              | Троицкий                        | 4:57         |
| 9.  | «Люцифер» |                              | Троицкий                        | 4:34         |
| 10. | «Седьмые ворота ада (записана в ноябре 1994 года)»                                                           | Высокосов, Лебедев, Троицкий | Высокосов, Лебедев, Троицкий    | 7:08         |
| 11. | «Люцифер (запись с оригинального магнитоальбома 1988 года)»                                                  |                              | Троицкий                        | 4:56         |

## Участники
- Коррозия Металла:
  - Сергей Высокосов — вокал, соло-гитара
  - Роман Лебедев — ритм-гитара
  - Сергей Троицкий — бас-гитара
  - Александр Бондаренко — ударные
  - Евгений Трушин — сведение
- Приглашённые музыканты:
  - Константин Смирнов — клавишные («Седьмые ворота ада»)
  - Олег Сальхов — клавишные, сведение («Седьмые ворота ада»)